# Mart Poom
Mart Poom (* 3. Februar 1972 in Tallinn) ist ein ehemaliger estnischer Fußballtorwart.

## Vereinskarriere
Poom begann seine Karriere bei Tallinna Lõvid und Flora Tallinn im Estland der damaligen Sowjetunion. Nach einem Jahr beim FC Wil in der Schweiz wechselte er 1994 zum englischen Verein FC Portsmouth, spielte jedoch nur sieben Partien und wurde zurück zu Flora Tallinn verliehen. 1997 wechselte er zu Derby County und machte sein Debüt in der Premier League im Old Trafford bei Manchester United.
Nach dem Abstieg in die First Division im Sommer 2002 wechselte Poom im November desselben Jahres zum FC Sunderland. Am 20. September 2003 traf er in der 90. Minute per Kopfball zum Ausgleichstreffer von Sunderland gegen seinen Ex-Club Derby. Dieser Treffer wurde von BBC Radio Five Live als „The best headed equaliser by a goalkeeper against his former club in the last minute. Ever!“ beschrieben (auf Deutsch etwa: „Der beste Kopfball-Ausgleich eines Torwarts in der letzten Minute gegen seinen ehemaligen Verein, der beste aller Zeiten!“).
Pooms Karriere wurde von verschiedenen Verletzungen zurückgeworfen, und so verbrachte er die Saison 2003/04 vor allem damit, sich von diesen zu erholen. Er wurde 2005 von Arsenal London für die Rolle als dritter Torhüter hinter Jens Lehmann und Manuel Almunia ausgeliehen, ehe er im Januar 2006 endgültig verpflichtet wurde. Er blieb Ersatztorwart und spielte kein einziges Spiel in der Saison 2005/06, wurde jedoch, nachdem Arsenal das CL-Finale gegen den FC Barcelona verloren hatte, als erster Este mit einer Champions-League-Medaille ausgezeichnet.
Sein Debüt für Arsenal gab er letztendlich am 8. November 2006 in einem League-Cup-Match gegen den FC Everton, das durch ein Tor von Adebayor mit 1:0 gewonnen wurde. Nach dem Spiel erklärte er in einem Interview, dass er für 'another 3 to 4 years’ ('weitere drei bis vier Jahre') für Arsenal spielen würde.
Zur Saison 2007/08 wechselte er jedoch nach Watford, da Arsenal den polnischen Nationaltorhüter Łukasz Fabiański verpflichtete. Nach 19 Spielen beendete er seine Karriere nach Ablauf der Saison 2008/09.

## Internationale Karriere
Poom stand in 120 Länderspielen für Estland im Tor. Sein Debüt hatte er 1992 in einem Freundschaftsspiel gegen Slowenien gegeben. 2003 wurde Poom im Rahmen des 50-jährigen Jubiläums der UEFA als bester estnischer Fußballspieler der letzten 50 Jahre ausgezeichnet.

## Erfolge
- 5× Estlands Fußballspieler des Jahres (1993, 1994, 1997, 1998, 2000)
- „Golden Player“ Estlands

## Privates
Er ist mit Lissel (* 1975) verheiratet und hat mit ihr die Söhne Markus (* 1998) und Andreas (* 2003).